# 11e étape du Tour d'Italie 1998
Pour un article plus général, voir Tour d'Italie 1998.
La 11e étape du Tour d'Italie 1998 a lieu le 27 mai 1998 entre Macerata et Saint-Marin. Elle est remportée par Andrea Noè.

## Récit
Deuxième arrivée au sommet de ce Giro.

Deux hommes se sont échappés et vont se disputer la victoire d'étape : Chepe Gonzalez et Andrea Noè. L'avantage revient finalement à Noè qui remporte le tout premier succès de sa carrière dans cette étape prestigieuse.

Dans le groupe Maillot Rose, Marco Pantani est intenable et attaque sans relâche. Alex Zülle tente de contrôler le Pirate, il ne lui concède à l'arrivée que 11 secondes et conserve le Maillot Rose.

## Classement de l'étape
| \| 1. \| Andrea Noè \| \| Asics \| en \| \| \| 2. \| Marco Pantani \| \| Mercatone Uno \| + \| 7 s \| \| 3. \| Pavel Tonkov \| \| Mapei-Bricobi \| \| 10 s \| |               |  |               |    |      |
| 1. | Andrea Noè    |  | Asics         | en |      |
| 2. | Marco Pantani |  | Mercatone Uno | +  | 7 s  |
| 3. | Pavel Tonkov  |  | Mapei-Bricobi |    | 10 s |

## Classement général
| \| 1. \| Alex Zülle \| \| Festina \| en \| \| \| 2. \| Michele Bartoli \| \| Asics \| + \| 5 s \| \| 3. \| Luc Leblanc \| \| Polti \| \| 50 s \| |                 |  |         |    |      |
| 1. | Alex Zülle      |  | Festina | en |      |
| 2. | Michele Bartoli |  | Asics   | +  | 5 s  |
| 3. | Luc Leblanc     |  | Polti   |    | 50 s |